# Relations entre les Fidji et l'Inde
Les relations indo-fidjiennes désignent les relations entre les îles Fidji et l'Inde. 
Les Fidji ont un haut-commissariat à New Delhi, tandis que l'Inde dispose d'un haut-commissariat à Suva.
Il y a de forts liens culturels entre les deux pays puisque 38% de la population des Fidji est d'origine Indienne. L'Inde a utilisé son influence dans les instances internationales telles que le Commonwealth et les Nations unies au nom des Indiens de souche dans les îles Fidji, en faisant du lobbying en faveur de sanctions contre les Fidji, dans le sillage des coups d'état de 1987 et de 2000, qui ont tous les deux supprimé des gouvernements dominés ou conduits par des Indo-Fidjiens.

## Histoire
Le 15 août 2005, le Premier Ministre Laisenia Qarase a annoncé que le Gouvernement de l'Inde avait prêté 86 millions de dollars fidjiens pour la mise à niveau de l'industrie sucrière des Fidji, achevée pour la saison 2007-2008. Ceci était fait dans le but de permettre aux Fidji de diversifier leur industrie sucrière vers les bio-carburants. Le Haut-Commissaire indien Ajay Singh a déclaré que son pays avait également proposé une expertise technique pour la restructuration de l'industrie.
À la suite du coup d'état militaire du 5 décembre 2006, le gouvernement Indien a eu pour politique d'engager des pourparlers avec les Fidji plutôt que d'isoler le pays.
Lors du deuxième sommet des pays insulaires du Pacifique, tenue à Jaipur en août 2015, le Premier Ministre Narendra Modi a annoncé l'ouverture d'une station de recherche spatiale et de contrôle de satellite dans les îles Fidji. La station permettra à terme à l'Inde de suivre ses satellites au-dessus du Pacifique désormais sans l'aide des États-Unis ou de l'Australie.

### Visite d'état en Inde de Qarase de 2005
Laisenia Qarase et son Ministre des affaires Étrangères, Kaliopate Tavola, ont effectué une visite d'état en Inde, le 8 octobre 2005, à l'occasion de l'ouverture du nouveau Haut-commissariat à New Delhi. Le Haut-Commissariat était jusque-là installé dans un hôtel. Environ 50 hommes d'affaires locaux ont accompagné le Premier Ministre.
Le 10 octobre, Qarase et son homologue Indien, Manmohan Singh, ont signé quatre accords. Le plus important est un accord de coopération de trois ans portant principalement sur le développement, qui peut être prolongé par consentement mutuel. Ils ont également signé un accord de partenariat sur la santé et un autre sur le tourisme.
Singh a exhorté les Fidji à embrasser le multiculturalisme en tant que partie intégrante de son identité. Qarase a dit que Singh lui avait dit qu'il comprenait la difficulté de forger l'unité d'une nation multiraciale, car l'Inde a été dans une situation similaire. Il a dit que Singh avait refusé les conseils de l'Opposition, Mahendra Chaudhry lui ayant conseillé de ne pas aider les Fidji si celles-ci adoptaient la loi controversée sur la Réconciliation, la Tolérance et l'Unité.
En parlant depuis Sydney, en Australie, le 16 octobre, Qarase a estimé que sa visite en Inde était un succès. Il a dit que l'un des points forts pour lui était de sa visite à l'exploitation sucrière Banariaman de Mysore. Il a dit que les Fidji beaucoup à apprendre de l'inde, de l'industrie sucrière.

### Aide humanitaire fidjienne à l'Inde et au Pakistan
Le 14 octobre 2005, le Cabinet Fidjien a approuvé un programme d'aide proposé par le Ministre des affaires Étrangères Tavola pour aider l'Inde et le Pakistan avec des aides humanitaires à la suite du tremblement de terre du Cachemire qui a dévasté des régions du nord des deux pays, en particulier le Pakistan, le 8 octobre 2005. Le Ministre des affaires Étrangères a annoncé que les Fidji donneraient respectivement 30 000 et 60 000 dollars fidjiens pour les gouvernements Indiens et Pakistanais. Un membre du gouvernement a déclaré : « Le tremblement de terre a causé d'immenses pertes en vies humaines et des dommages matériels dans les deux pays, de sorte qu'il est bon que les Fidji démontrent leur solidarité aux deux Gouvernements et à leurs peuples en ce temps de douleur et de souffrance. Les dons sont aussi une manière de montrer de la réciprocité, puisque les deux Gouvernements nous ont toujours aidés en cas de catastrophes naturelles »[réf. nécessaire].
Le sénateur Hafiz Khan, qui est également Président de la Ligue Musulmane des Fidji, a lancé un appel national à lever des fonds pour les secours.

## Coopération militaire
L'ISRO (agence spatiale indienne) a une station de suivi de satellites aux îles Fidji. En 2017, l'Inde et les îles Fidji ont signé un pacte de défense pour renforcer les capacités navales, la formation et la production d'armes des Fidji.